# الجموم
الجموم؛ هي مدينة سعودية والمركز الإداري لمحافظة الجموم التابعة لمنطقة مكة المكرمة، بالمملكة العربية السعودية.

## سبب تسميتها
في لسان العرب لابن منظور: وماءٌ جَمٌّ: كثير: وجمعه جِمَام. والجَمُوم: البئر الكثيرة الماء. وبئر جَمَّة وجَمم: كثيرة الماء. يتضح لنا بأن اسم الجموم أطلق على المحافظة نسبة إلى كثرة الماء المتواجد بها وكثرة العيون بها، ويطلق على الجموم أسماء عديده وأشهرها وادي فاطمة وسميت به نسبة إلى امرأة عاشت في الوادي زمن الجاهلية وكانت متصفة بالشجاعة والبطولة وكانت تحرس الوادي، وقيل إنما سميت بذلك نسبة إلى فاطمة الخزاعية ولها قبر كبير بجبل البراقة، وقيل أن سبب التسمية نسبة إلى السيدة فاطمة الزهراء على الأصح من أقوال المؤرخين.

## الآثار التاريخية
محافظة الجموم اسم يحمل في طياته الكثير من أحاديث الحضارة والتراث فقد كانت قرية يمر بها حجاج بيت الله الحرام عند زيارتهم لمسجد رسول الله محمد وقد ذكرها ياقوت الحموي في معجم البلدان فقال: (ما بين قباء ومران من البصرة على طريق مكة المكرمة) وهو جزء من واد كان يسمى في السابق (مر الظهران) وكلمة مر تعني: القرية والظهران تعني: الوادي.
وتضم الجموم بين جنباتها أثرا تاريخيا هو مسجد الفتح الذي نزل بمكانه الرسول وأصحابه في عام فتح مكة سنة 8 هـ وقد اندثرت معظم معالمه ولم يبقَ إلا المحراب حتى قام حسن بكر محمد قطب بتجديد بنائه في يوم السابع والعشرين من الشهر السابع عام 1397 هـ .وتضم أيضاً قلعة عسفان بمحافظة الجموم التي شيدت لحماية قوافل حجاج بيت الله الحرام، وتعتبر القلعة من أبرز المعالم الأثرية والتاريخية في المنطقة.
ومن آثارها التاريخية سوق مجنة الذي يقام في الجاهلية والإسلام وكان يقام بعد سوق عكاظ وذي المجاز وما زالت له آثار باقية.

## التعليم الجامعي
تحتوي محافظة الجموم على الكلية الجامعية التابعة لجامعة أم القرى والتي تتخذ من مكة المكرمة مقرا لها، أنشأت الكلية في عام 1396 هـ الموافق 1976، وتشمل الكلية على الأقسام التالية: التربية، الدراسات الإسلامية، اللغة العربية، الرياضيات، الكيمياء، الفيزياء، الأحياء، الحاسب الآلي، المحاسبة، الإعلام، الخدمات الاجتماعية، نظم المعلومات، تمنح أقسام الكلية درجة البكالوريوس في التعليم الابتدائي، كما تمنح الكلية شهادة البكالوريوس لما بعد التعليم الابتدائي في التحصصات التالية: الدراسات القرانية مع الإعداد التربوي، الدراسات القرانية مع الإعداد التربوي، اللغة العربية مع الإعداد التربوي، مسار اللغة العربية مع الإعداد التربوي، الرياضيات مع الإعداد التربوي، مسار الرياضيات مع الإعداد التربوي، الأحياء مع الإعداد التربوي، الفيزياء مع الإعداد التربوي، الكيمياء مع الإعداد التربوي، الحاسب الآلي.
وفي شهر شوال من عام 1434 هـ الموافق سبتمبر عام 2013 افتتح مدير جامعة أم القرى الدكتور بكري بن معتوق عساس وبحضور محافظ الجموم مشروع مبنى الكلية الجامعية للبنات بمحافظة الجموم الذي تم تشييده على مساحة تبلغ 3151 متر مربع، كلّف ما يقارب من 15 مليون ريال، وذلك ضمن مشروع المدينة الجامعية المزمع تنفيذه في محافظة الجموم على مساحة إجمالية تبلغ 4 ملايين متر مربع، يشتمل المبنى على على 50 قاعة دراسية وستة معامل للحاسب الآلي إلى جانب ثلاثة معامل مساندة للكيمياء والفيزياء والأحياء، بالإضافة إلى قاعتين للمحاضرات.

## الدوائر الحكومية
- محافظة الجموم.
- المحكمة العامة بمحافظة الجموم.
- النيابة العامة بمحافظة الجموم.
- فرع الكلية الجامعية بمحافظة الجموم.
- فرع الكلية التقنية بمحافظة الجموم.
- إدارة شرطة محافظة الجموم.
- إدارة الدفاع المدني بمحافظة الجموم.
- إدارة مرور محافظة الجموم.
- بلدية محافظة الجموم.
- مكتب إدارة تعليم محافظة الجموم.
- مكتب وزارة البيئة والمياه والزراعة.
- مركز التنمية الاجتماعية بوادي فاطمة.
- إدارة المساجد والشؤون الإسلامية بالجموم.
- مكتب الإشراف الصحي لقطاع الجموم.
- مكتب البريد.
- مكتب كهرباء الجموم.
- مكتب الضمان بمحافظة الجموم.